# متحف مصراتة الحربي
يحتوي متحف مصراتة الحربي على مجموعة من الأسلحة والصور والأشياء المرتبطة بالحرب الليبية 2011. ويقع في مدينة مصراتة الليبية.

## تاريخ
كانت مصراتة واحدة من أكثر المدن قمعًا من قبل نظام معمر القذافي خلال الحرب الليبية عام 2011. ولهذا السبب، عندما انتهى الصراع في البلاد وهُزم الزعيم الليبي، تقرر بناء متحف لعرض الأسلحة التي استخدمت خلال الحرب وحتى لا ينسى الناس ما حدث. كان المتحف هو الأول من نوعه الذي بني في ليبيا.
تقرر إنشاء المتحف في شارع طرابلس حيث سُجل أعنف قتال بين القوات الموالية للقذافي والمتمردين، وخُصص لإحياء ذكرى مصور الجزيرة مراد علي حسن جابر الذي توفي في بنغازي أثناء تغطيته للثورة. أدار المتحف في أول الأمر ناشطون متطوعون دون أي متخصص في إدارة المتاحف. وعلى الرغم من ذلك، فقد نجح في جذب ما معدله 1500 زيارة أسبوعيًا في الأشهر الأولى.

## المجموعة
تشمل القطع المعروضة في المتحف في الغالب رموز للنظام الليبي أُحضرت من معاقل القذافي في طرابلس وسرت إلى مصراتة من قبل أكثر من 200 لواء من رجال الميليشيات في المدينة. ومن بين القطع المعروضة:
- نصب بيت الصمود: نصب تذكاري مناهض لأمريكا تم بناؤه بأمر من القذافي وكان موجودًا في منزله في باب العزيزية بطرابلس.[6]
- كرسي القذافي: استخدمه الزعيم الليبي أثناء إقامته في سرت، واستخدمه الثوار بعد وفاته لنقل الجثة إلى مصراتة.[7]
- تمثال نسر: جلب من ثكنات كتائب صلاح الدين بطرابلس.
- صور أكثر من ألف قتيل ومفقود في عهد حكومة القذافي[8]
- الأسلحة والذخائر المستخدمة أثناء الحرب: رصاص من طراز أيه كيه-47 وقنبلة نصف طن، بالإضافة إلى عدة صواريخ وقذائف هاون وقذائف دبابات روسية الصنع وسترات واقية من الرصاص محلية الصنع.[7]
- المقتنيات الشخصية للقذافي: نسختان من القرآن تعود للزعيم الليبي، ومجموعة من أدوات المائدة وعدة زجاجات من المشروبات الكحولية التي يفترض أنها تدل على إدمانه على الخمر، وهو أمر يحرمه الإسلام.
- تم عرض جثة الدكتاتور علانية لمدة 5 أيام.[5]
- في عام 2013، ساعدت مجموعة من المتطوعين من المجموعة الاستشارية للألغام ، وهي منظمة غير حكومية ، المتحف في التخلص من أكثر من 363 عبوة ناسفة تعرض سلامة الزوار للخطر.[4]

## روابط خارجية
This article incorporates text available under the CC BY-SA 3.0 license.